# Les Aventures de Flynn Carson : Le Mystère de la lance sacrée
Ne doit pas être confondu avec À la poursuite de la lance sacrée.
Série
Les Aventures de Flynn Carson : Le Trésor du roi Salomon
(2006)
Pour plus de détails, voir Fiche technique et Distribution.
Les Aventures de Flynn Carson : Le Mystère de la lance sacrée (The Librarian: Quest for the Spear) est un téléfilm américain réalisé par Peter Winther et diffusé le 5 décembre 2004 sur TNT.

## Synopsis
Flynn Carson, un universitaire en histoire surdiplômé, reçoit, après avoir quitté ses études, un poste de conservateur dans une bibliothèque. Il ne se doute pas des conséquences qui suivront ce choix et le feront voyager aux quatre coins du monde...

## Fiche technique
- Titre original : The Librarian: Quest for the Spear
- Réalisation : Peter Winther
- Scénario : David Titcher
- Durée : 106 minutes
- Pays :  États-Unis
- Date de sortie[2] :
  -  France : 30 décembre 2006

## Distribution
- Noah Wyle (VF : Éric Missoffe ; VQ : Antoine Durand) : Flynn Carson (Flynn Carsen en VO)
- Sonya Walger (VF : Stéphanie Lafforgue ; VQ : Nathalie Coupal) : Nicole Noone
- Bob Newhart (VF : Michel Ruhl ; VQ : Hubert Fielden) : Judson
- Kyle MacLachlan (VF : Patrick Poivey ; VQ : Jean-Luc Montminy) : Edward Wilde
- Kelly Hu (VF : Yumi Fujimori ; VQ : Camille Cyr-Desmarais) : Lana
- David Dayan Fisher (VF : Michel Vigné ; VQ : Stéphane Rivard) : Rhodes
- Jane Curtin (VF : Béatrice Delfe ; VQ : Claudine Chatel) : Charlene
- Olympia Dukakis (VF : Monique Thierry ; VQ : Diane Arcand) : Margie Carson
- Lisa Brenner (VF : Barbara Delsol) : Debra
- Mario Iván Martínez (en) (VF : Éric Legrand) : le professeur Harris
- Clyde Kusatsu : le moine chef

 Source et légende : version française (VF) sur RS Doublage et version québécoise (VQ) sur Doublage.qc.ca.

## Accueil
Le téléfilm a été vu par environ 7 millions de téléspectateurs lors de sa première diffusion.